# 小屋光雄

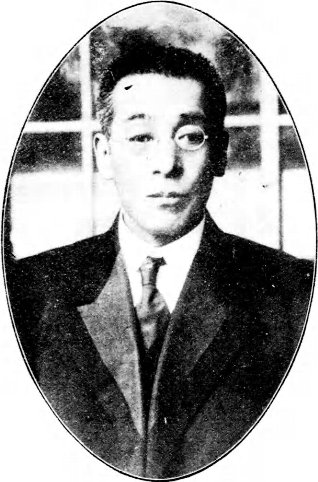
小屋光雄

小屋 光雄（こや みつお、慶応2年7月19日（1866年8月28日） – 昭和17年（1942年）5月16日）は、日本の衆議院議員（中正倶楽部→新正倶楽部）。医師。

## 経歴
伊勢国一志郡久居（現在の三重県津市）出身。1888年（明治21年）に大阪医学校を卒業した後、東京帝国大学医科大学と伝染病研究所で学んだ。大阪府警察本部詰医・大阪地方裁判所嘱託医を務めた後、小屋病院を開業し、一志郡医師会長、三重県医師会評議員・議長、大日本医師会評議員などを歴任した。また久居町長、一志郡会議員、同議長、三重県会議員に選出された。
1924年（大正13年）、第15回衆議院議員総選挙に出馬し、当選を果たした。
その他、中勢鉄道株式会社社長、伊勢電気鉄道株式会社取締役などを務めた。